# Parafia św. Marii Magdaleny w Ostrowie
Parafia św. Marii Magdaleny w Ostrowie – parafia rzymskokatolicka znajdująca się w archidiecezji przemyskiej w dekanacie Przemyśl II. 

## Historia
W 1887 roku w Ostrowie zbudowano drewniany kościół, który został poświęcony przez bpa Jakuba Glazera. W 1927 roku zdecydowano o budowie nowego kościoła, ale do budowy nie doszło.
1 września 1970 roku została erygowana parafia pw. św. Marii Magdaleny z wydzielonego terytorium parafii Kuńkowce. Najpierw wybudowano plebanię, a w 1979 roku rozpoczęto budowę nowego kościoła, według projektu mgr inż. arch. Jerzego Noska. 
22 lipca 1981 roku kościół został poświęcony przez bpa Stanisława Jakiela.
Na terenie parafii jest 1 243 wiernych.
Proboszczowie parafii:
1970–1972. ks. Władysław Głowa.
1972–1973. ks. Józef Sroka.
1973–1978. ks. dr Władysław Głowa (po raz drugi).
1978–2005. ks. Jan Karaś.
2005– nadal ks. Krzysztof Pawliszko.